# Chief Jones
Joseph Henry "Chief" Jones, född 18 december 1879 i Renfrew, Ontario, död okänt år, var en kanadensisk professionell ishockeymålvakt. Jones spelade tre säsonger med Michigan Soo Indians i International Professional Hockey League, den första helprofessionella ishockeyligan, åren 1904–07. Därefter spelade han för Cobalt Silver Kings i Timiskaming Professional Hockey League och National Hockey Association samt för Waterloo Colts i Ontario Professional Hockey League.
1902–1903 spelade Jones med St. Paul Victorias i Minnesota samt med Portage Lakes Hockey Club i Houghton, Michigan.

## Statistik
M = Matcher, V = Vinster, F = Förluster, O = Oavgjorda, MIN = Spelade minuter, IM = Insläppta mål, GIM = Genomnsnitt insläppta mål per match, N = Hållna nollor
TPHL = Timiskaming Professional Hockey League, OPHL = Ontario Professional Hockey League

| Säsong      | Lag                       | Liga        | M  | V  | F  | O | MIN  | IM  | GIM  | N |
| ----------- | ------------------------- | ----------- | -- | -- | -- | - | ---- | --- | ---- | - |
| 1902–03     | Portage Lakes Hockey Club | US Pro      | 4  | 2  | 1  | 1 | 240  | 11  | 2.75 | 1 |
| 1903–04     | Michigan Soo Indians      | US Pro      | 4  | 0  | 4  | 0 | 240  | 31  | 7.75 | 0 |
| 1904–05     | Michigan Soo Indians      | IPHL        | 24 | 10 | 13 | 1 | 1428 | 79  | 3.32 | 1 |
| 1905–06     | Michigan Soo Indians      | IPHL        | 22 | 16 | 6  | 0 | 1340 | 57  | 2.55 | 2 |
| 1906–07     | Michigan Soo Indians      | IPHL        | 23 | 10 | 13 | 0 | 1358 | 88  | 3.80 | 0 |
| 1908–09     | Cobalt Silver Kings       | TPHL        | 8  | 6  | 2  | 0 | 484  | 32  | 3.97 | 0 |
| 1910        | Cobalt Silver Kings       | NHA         | 12 | 4  | 8  | 0 | 724  | 104 | 8.62 | 0 |
| 1911        | Waterloo Colts            | OPHL        | 16 | 9  | 7  | 0 | 1035 | 83  | 4.82 | 0 |
| IPHL totalt | IPHL totalt               | IPHL totalt | 69 | 36 | 32 | 1 | 4126 | 224 | 3.22 | 3 |

Statistik från Society for International Hockey Research på sihrhockey.org